# Anthony Albanese
Anthony Norman Albanese (Sydney, 2 de março de 1963) é um político australiano. Desde maio de 2022 é primeiro-ministro do seu país, sendo ainda o atual líder do Partido Trabalhista Australiano (ALP) desde 2019. Ele é um membro do Parlamento (MP) por Grayndler, na parte leste de Sydney, desde 1993. Albanese havia anteriormente servido como vice primeiro-ministro no segundo governo de  Kevin Rudd em 2013 e atuou como ministro nas administrações de Rudd e Julia Gillard entre 2007 e 2013.
Foi criado apenas por sua mãe, Maryanne Ellery (1936–2002), de ascendência irlandesa. Seu pai, Carlo Albanese, falecido em 2024, era italiano de Barletta. Anthony Albanese cresceu em Camperdown, subúrbio de Sydney. Em 1979, ainda adolescente, ingressou no Partido Trabalhista Australiano. Formou-se em economia pela Universidade de Sydney.
Albanese levou o Partido Trabalhista à vitória nas eleições federais de 2022 em 21 de maio, tornando-se primeiro-ministro designado. Apesar de uma queda na votação primária do partido, o Partido Trabalhista ganhou vários assentos da Coalizão Liberal-Nacional, ajudado por uma virada particularmente grande para o partido na Austrália Ocidental; o resultado também foi assistido por uma série de assentos conquistados por "independentes verde-azulados" da Coalizão. Albanese foi o primeiro primeiro-ministro ítalo-australiano na história do país.
Como Primeiro-ministro, Albanese liderou a resposta do seu governo à crise do custo de vida na Austrália, causada pelo surto inflacionário de 2021–2023. Conduziu um referendo sem sucesso para incluir uma "Voz Indígena ao Parlamento" na Constituição, atualizou as metas climáticas da Austrália para alcançar a neutralidade de carbono até 2050, fez mudanças importantes nas leis de relações trabalhistas, criou a Comissão Nacional Anticorrupção, introduziu uma proibição para que crianças menores de dezesseis anos usem plataformas de mídia social, estabeleceu a Comissão Real sobre o Esquema Robodebt e expandiu a licença parental remunerada. Na política externa, Albanese prometeu apoio logístico adicional à Ucrânia para ajudar na guerra russo-ucraniana, tentou fortalecer as relações na região do Pacífico e supervisionou a redução das tensões e das restrições comerciais impostas à Austrália pela China. Ele também administrou o início oficial do pacto de segurança AUKUS entre a Austrália, os Estados Unidos e o Reino Unido. Albanese foi reeleito primeiro-ministro em maio de 2025 por uma margem superior ao da eleição anterior.